# André Corneille Lens
Pour les articles homonymes, voir Lens.
 (mai 2019).
Si vous disposez d'ouvrages ou d'articles de référence ou si vous connaissez des sites web de qualité traitant du thème abordé ici, merci de compléter l'article en donnant les références utiles à sa vérifiabilité et en les liant à la section « Notes et références ».
André Corneille Lens, né à Anvers le 31 mars 1739 et mort à Bruxelles le 30 mars 1822, était un peintre belge.

## Sa vie
Ce peintre flamand fut élève de Charles Ykens et de Balthazar Beschey. Voulant réagir contre l'art du XVIIIe siècle et réformer la peinture en Flandre, il s'attacha aux traditions classiques et s'inspira de Raphaël.
L'empereur Joseph II, qui recherchait les artistes, venu dans les « provinces belgiques », voulut emmener Lens à Vienne, mais le peintre s'y refusa.
En 1781, Lens se fixa à Bruxelles où il se maria. Il fut plus tard membre correspondant de l'Institut.
Il fit partie de la franc-maçonnerie, membre de la loge l'Union (tableau de 1783).
En 1803, il figure parmi les membres fondateurs de la Société de peinture, sculpture et architecture de Bruxelles, dont il fut le président.
A. Lens est surtout connu pour ses traités notamment sur "le Bon goût, ou la beauté en peinture". Pendant son séjour en Italie, il étudia particulièrement Raphaël et les maîtres de la Renaissance et fut particulièrement intéressé par les découvertes de Pompéï (Colas, Bibliographie du costume, 1828).(http://www.auction-in-europe.com/index.py/object_details_archives/cid/1615643)

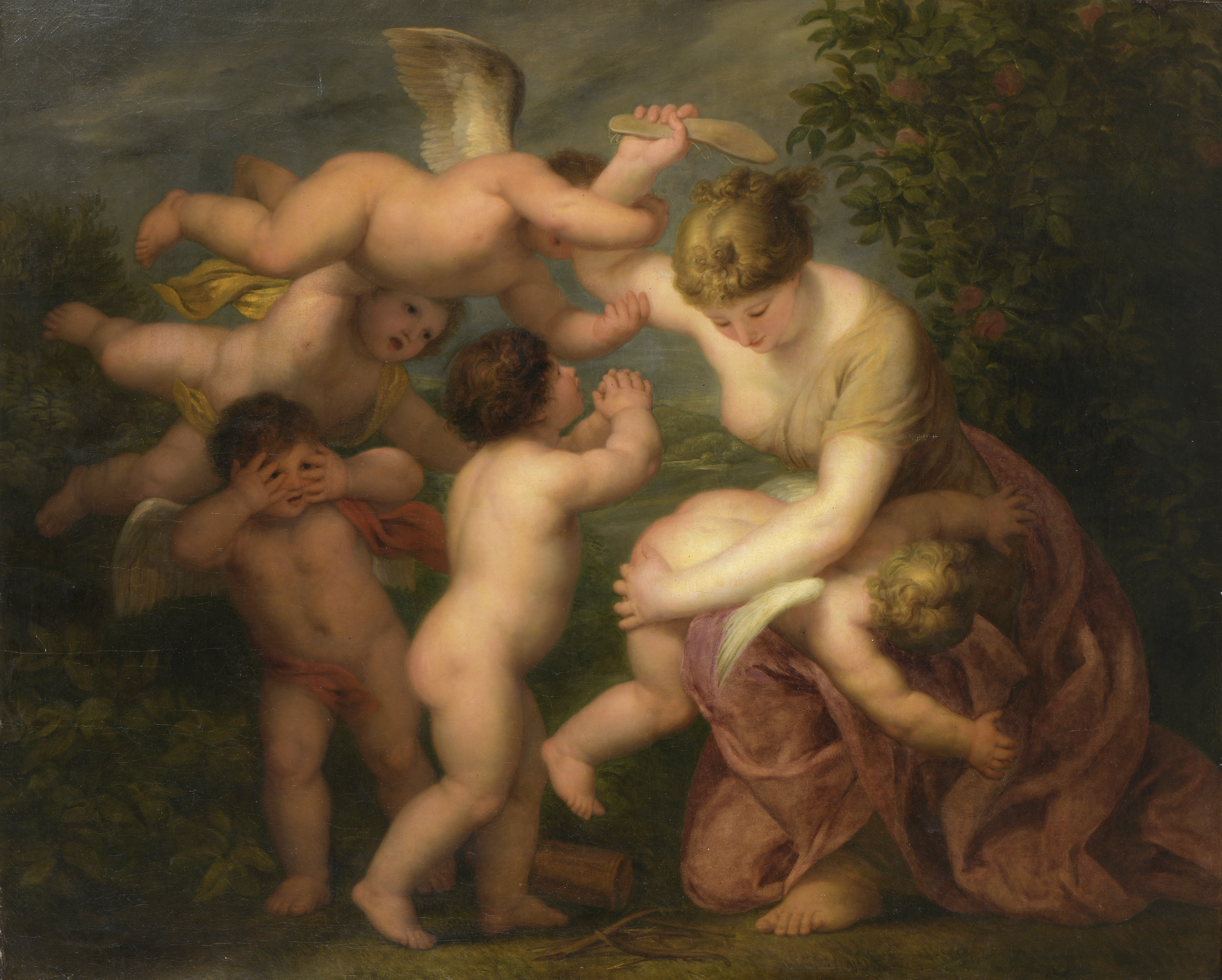
L’éducation de l’Amour, collection privée, Paris

## Ses œuvres

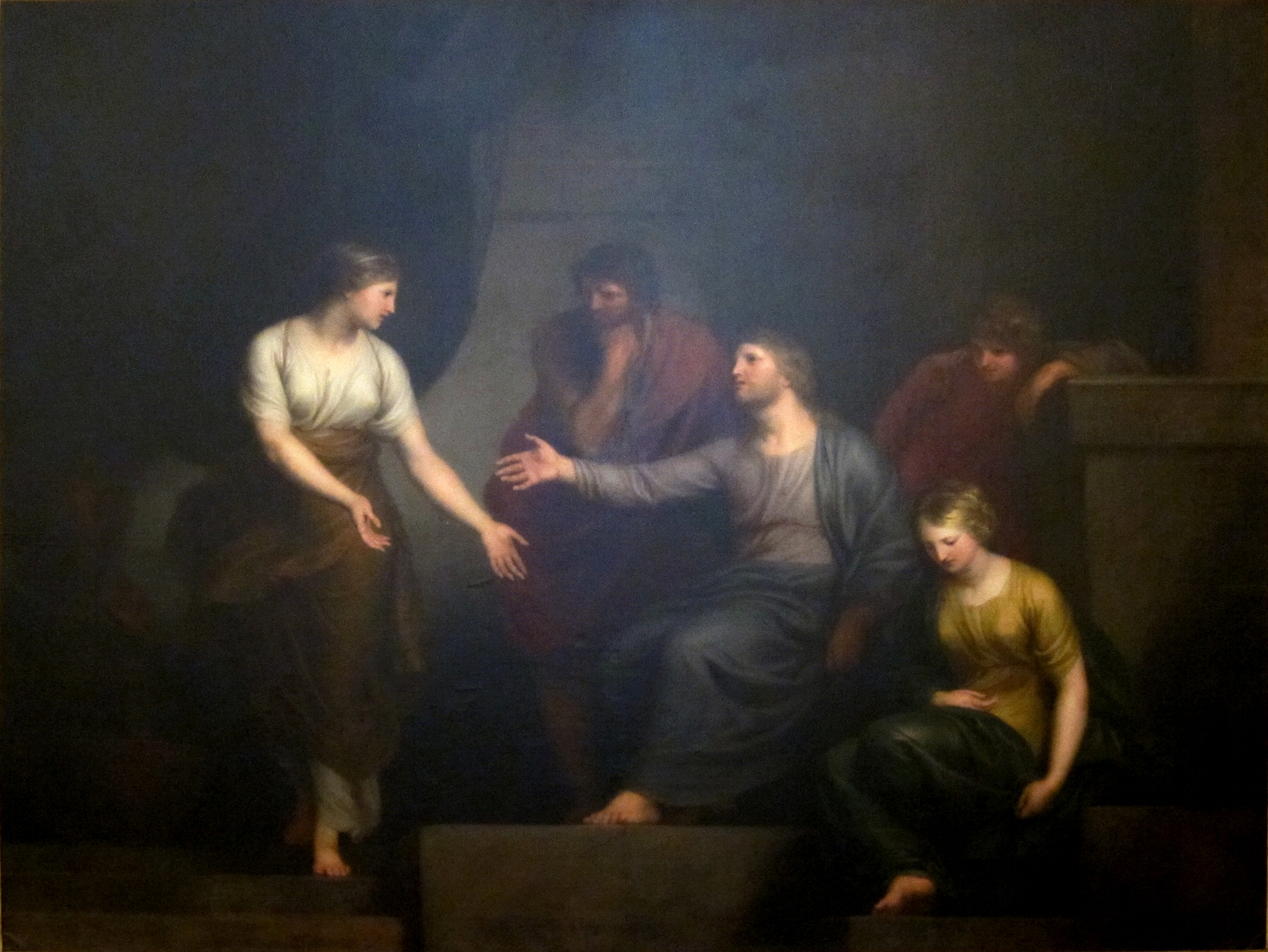
Madeleine convertie écoutant notre seigneur chez Marthe (1777), église Sainte-Marie-Madeleine de Lille

- L’éducation de l’Amour, collection privée, Paris

- L'Annonciation à l'église Saint-Michel, à Gand
- Une autre Annonciation, le portrait du graveur Martenasie, ancien directeur de l'Académie d'Anvers, et Hercule protégeant la Peinture contre l'Ignorance et la Jalousie (1763) au Musée royal des beaux-arts, à Anvers
- Pieter Franciscus Martenisie, Anvers, musée royal des Beaux-Arts
- Divers autres tableaux à Lille (église Sainte Marie-Madeleine), à Vienne et en Angleterre.
- Coridon, Hélène et Paris.
- Moïse sauvé des eaux, collection de l'ancienne impératrice d'Iran Farah Pahlavi[1].

Lens a écrit plusieurs ouvrages de théorie où il expose ses idées sur la peinture : 
- Le Costume, Essai sur les habillements et les usages de plusieurs peuples de l'antiquité prouvés par les monuments, avec figures (Liège, 1776)
- Du Bon Goût et de la Beauté de la peinture considérée dans toutes ses parties (1811).
- Regulus retournant à Carthage(1791)

## Iconographie
- Guillaume Herreyns : Portrait du peintre A.C. Lens, au Musée royal des beaux-arts, à Anvers.